# Final Four Euroliga 2010
FIBA Europa designó a París como la sede que organizó la Final Four de la Euroliga 2009-10, tal y como anunció durante la reunión que mantuvo el 7 de julio de 2009, en la ciudad de Barcelona, para realizar el sorteo de las competiciones europeas. Las fechas elegidas para el evento fueron entre el 7 y el 9 de mayo de 2010.
Las autoridades parisinas eligieron al Palais Omnisports de Bercy para albergar esta edición de la Final Four. Esta impresionante instalación piramidal, cuyas paredes exteriores están recubiertas de césped en pendiente, cubre un total de 55.000 metros cuadrados, pudiendo acoger hasta 17.000 espectadores para asistir a todo tipo de espectáculos deportivos, sociales y culturales.
El Palais Omnisports ha acogido numerosos eventos baloncestísticos, entre otros muchos de diversa índole: 
- 3 Final Four de la Euroliga (1991, 1996 y 2001).
- 2 Open McDonald's (1991 y 1997).
- 1 Fase final de Eurobasket (1999).
- Numerosas citas locales y nacionales.

## El camino hacia la Final Four
Los cuatro equipos clasificados para la Final Four 2010 de París fueron:
- Regal FC Barcelona
- PBC CSKA Moscú
- Olympiacos BC
- KK Partizan Belgrado

La trayectoria y resultados cosechados por los 4 equipos a lo largo de todas las fases del campeonato 2009-2010 de la Euroliga se pueden resumir en la siguiente tabla:
| Equipo               | 1ª Fase                   | Top-16                   | Cuartos de final (Rival)              |
| -------------------- | ------------------------- | ------------------------ | ------------------------------------- |
| Regal FC Barcelona   | 1º Grupo A (10 PG - 0 PP) | 1º Grupo E (5 PG - 1 PP) | Real Madrid CF (Serie: 3-1)           |
| PBC CSKA Moscú       | 1º Grupo C (8 PG - 2 PP)  | 1º Grupo G (5 PG - 1 PP) | Caja Laboral Baskonia (Serie: 3-1)    |
| Olympiacos BC        | 1º Grupo B (8 PG - 2 PP)  | 1º Grupo H (5 PG - 1 PP) | Asseco Prokom (Serie: 3-1)            |
| KK Partizan Belgrado | 3º Grupo B (5 PG - 5 PP)  | 2º Grupo E (3 PG - 3 PP) | Maccabi Electra Tel Aviv (Serie: 3-1) |

Nota: PG= Partido Ganado / PP= Partido Perdido.

## Calendario y Resultados[2]
Semifinales
Viernes, 7 de mayo de 2010 
Semifinal 1 (18:00 h CET): Regal FC Barcelona - PBC CSKA Moscú, 64-54 
Semifinal 2 (21:00 h CET): KK Partizan Belgrado - Olympiacos BC, 80-83 (1 Tiempo extra)
Final por el 3.er Puesto
Domingo, 9 de mayo de 2010. (18:00 h CET) 
PBC CSKA Moscú - KK Partizán Belgrado, 90-88 (1 Tiempo extra)
GRAN FINAL
Domingo, 9 de mayo de 2010. (21:00 h CET) 
Regal FC Barcelona - Olympiacos BC, 86-68

## Final Four y TV
La presente edición de la Final Four será retransmitida a 194 países por medio de 57 estaciones de televisión. La relación de cadenas de TV que ofrecen los partidos en cada país es la siguiente:
- País Organizador y Países Participantes:

| País    | TV                                                                          |
| ------- | --------------------------------------------------------------------------- |
| España  | Canal 33, La 2, Teledeporte, ETB, Canal Sur y Real Madrid Televisión        |
| Francia | Canal + Francia                                                             |
| Grecia  | SKAI, NOVASPORTS 1, NOVASPORTS 2, 3 NOVASPORTS, NOVASPORTS 4 y 7 NOVASPORTS |
| Rusia   | NTV+                                                                        |
| Serbia  | Sportklub y RTS                                                             |

- Resto de Países:

| Albania | PREMIUM                                      |
| Alemania | SPORTDIGITAL                                 |
| Argelia, Baréin, Chad, Yibuti, Egipto, Irán, Irak, Jordania, Kuwait, Líbano, Libia, Mauritania, Marruecos, Omán, Territorios Palestinos, Catar, Arabia Saudita, Somalia, Sudán, Siria, Túnez, Emiratos Árabes Unidos, Yemen                                                                                              | Al Jazeera                                   |
| Andorra, Cabo Verde, Luxemburgo, Mayotte, Mónaco, Nueva Caledonia, Polinesia Francesa, Suiza, Zanzíbar | Canal+ Francia                               |
| Angola, Burkina Faso, Camerún, Congo, Etiopía, Ghana, Guinea Ecuatorial, Kenia, Malaui, Mozambique, Nigeria, Ruanda, Sudáfrica, Uganda, Zambia, Zimbabue | ESPN AFRICA y Setanta AFRICA                 |
| Anguila, Antigua y Barbuda, Aruba, Bahamas, Barbados, Dominica, República Dominicana, Granada, Guadalupe, Haití, Jamaica, Martinica, Puerto Rico, San Cristóbal y Nieves, Santa Lucía, San Vicente y las Granadinas, Trinidad y Tobago                                                                                   | ESPN CARIBE                                  |
| Argentina, Bolivia, Chile, Colombia, Costa Rica, Ecuador, El Salvador, Guatemala, Guayana, Honduras, México, Nicaragua, Panamá, Paraguay, Perú, Surinam, Uruguay, Venezuela | ESPN AMÉRICA                                 |
| Armenia, Azerbaiyán, Bielorrusia, Georgia, Kazajistán, Kirguistán, Moldavia, Tayikistán, Turkmenistán Uzbekistán | NTV+                                         |
| Australia, Fiyi, Islas Marshall, Islas Salomón, Kiribati, Nauru, Nueva Zelanda, Palau, Samoa, Tonga, Tuvalu, Vanuatu | ESPN PACÍFICO                                |
| Bangladés, Birmania, Bután, Brunéi, Camboya, Hong Kong, India, Indonesia, Laos, Macao, Malasia, Maldivas, Mongolia, Nepal, Pakistán, Papúa Nueva Guinea, Filipinas, República de Corea, Singapur, Sri Lanka, Taiwán, Tailandia, Vietnam                                                                                  | ESPN Star                                    |
| Bélgica | BETV BESPORT 1 y 2 BESPORT BETV              |
| Belice, Benín, Botsuana, Burundi, República Centroafricana, Comoras, Costa de Marfil, República Democrática del Congo, Eritrea, Gabón, Gambia, Guinea, Guinea-Bissau, Lesoto, Liberia, Madagascar, Malí, Mauricio, Namibia, Níger, Santo Tomé y Príncipe, Senegal, Seychelles, Sierra Leona, Suazilandia, Togo, Tanzania | ESPN AFRICA                                  |
| Bosnia y Herzegovina | Sportklub                                    |
| Brasil | ESPN BRASIL                                  |
| Canadá | NBA TV y ESPN 360                            |
| China | ESPN Star y CCTV                             |
| Croacia | Sportklub y la TRH                           |
| Chipre | NOVASPORT                                    |
| Chequia | CT 4 SPORT                                   |
| Dinamarca, Estonia, Finlandia, Letonia, Noruega | VIASAT BÁLTICO                               |
| Eslovaquia, Eslovenia, Hungría, Rumanía, | Sportklub                                    |
| Estados Unidos de América | NBA TV, ESPN 360 e IVP                       |
| Islandia | SportTV                                      |
| Israel | SPORT 5 e ISRAEL ESPN                        |
| Italia | SPORTITALIA 1, 2 SPORTITALIA y TV POPCORN    |
| Japón | J-DEPORTIVO (afiliados de ESPN)              |
| Lituania | VIASAT BÁLTICO y TV6                         |
| República de Macedonia | Sportklub y A1                               |
| Montenegro | Sportklub y TV IN                            |
| Polonia | Canal+ Polonia                               |
| Reino Unido | Sky TV, y ESPN Reino Unido                   |
| San Marino | SPORTITALIA                                  |
| Suecia | VIASAT SPORT                                 |
| Turquía | Sportmax y SkyTurk                           |
| Ucrania | POVERKNOST 1, 2 POVERKNOST, Megasport y NTV+ |

Nota: Los países están colocados alfabéticamente de arriba abajo, tomando como referencia el primero de cada fila, y de izquierda a derecha, dentro de la misma fila del canal de TV.

## Previa
- La Final Four que se disputará en París entre el 7 y el 9 de mayo está teniendo una gran acogida, según fuentes de la organización, puesto que a dos meses de la celebración del evento deportivo, todas las localidades destinadas al público general están vendidas. Las peticiones de entradas han sido remitidas mayoritariamente desde Grecia, España, Francia e Israel, coincidentemente desde aquellos países en los que existen equipos candidatos a disputar la final a cuatro y desde el país anfitrión. En estos momentos, los únicos billetes que quedan disponibles son aquellos que entregarán a los equipos que participen en la Final Four para su gestión y distribución.[4]

- El CSKA Moscú llega a París con toda su plantilla. También estará el esloveno Matjaž Smodiš que se perdió gran parte de la temporada al operarse de una hernia discal. En el resto de equipos tampoco hay bajas.[5]

- El jueves, 6 de mayo, se organizó la presentación de la Final Four en el ayuntamiento de París y, por la tarde, se celebraron los entrenamientos oficiales de todos los equipos en el Palais de Bercy. Primero fueron el Regal Barcelona y el CSKA Mosú, después el Partizán y el Olympiacos y al finalizar, en la propia pista, se reunió a la prensa que cubre el evento.[6]

- El equipo de baile del CSKA Moscú ha sido nombrado como el equipo oficial de cheerleaders de la Final Four.[7]

- El conjunto arbitral nominado por la Euroliga está compuesto por: Shmuel Bachar ( Israel), Matej Boltauzer ( Eslovenia), Romualdas Brazauskas ( Lituania), David Chambon ( Francia), Christos Christodoulou ( Grecia), Fabio Facchini ( Italia), Daniel Hierrezuelo ( España) y Olegs Latisevs ( Letonia).[8]

- En antecedentes históricos, los resultados hasta esta Final Four son:
  - Regal FC Barcelona - PBC CSKA Moscú, 8-10. (El último partido entre ellos fue en la primera Semifinal de la Final Four de Berlín 2009, cuyo resultado fue de victoria rusa por 78-82).
  - KK Partizán Belgrado - Olympiacos BC, 7-6. (Su último enfrentamiento fue en la fase regular -Grupo B- de la Euroliga 2009-2010 con victoria griega por 81-60).

## Plantillas
Los clubes participantes se inscribieron en la competición con las siguientes plantillas:
| Regal FC Barcelona   |
| Ent.: Xavier Pascual |
| Jugador Estrella:    |

| N.º | Posición  | Fecha Nac. | Jugador             | Altura (m) | Peso (kg) | Procedencia       | Año Fichaje |
| --- | --------- | ---------- | ------------------- | ---------- | --------- | ----------------- | ----------- |
| 5   | Escolta   | 24/01/75   | Gianluca Basile     | 1,92       | 91        | Fortitudo Bologna | 2005        |
| 8   | Ala-Pivot | 05/11/80   | Jordi Trías         | 2,06       | 92        | Casademont Girona | 2005        |
| 9   | Base      | 21/10/90   | Ricky Rubio         | 1,92       | 86        | DKV Joventut      | 2009        |
| 10  | Base      | 09/07/78   | Jaka Lakovič        | 1,86       | 83        | Panathinaikos BC  | 2006        |
| 11  | Escolta   | 13/06/80   | Juan Carlos Navarro | 1,92       | 91        | Memphis Grizzlies | 2008        |
| 13  | Alero     | 07/04/80   | Luboš Bartoň        | 2,02       | 98        | DKV Joventut      | 2008        |
| 17  | Pivot     | 01/05/83   | Fran Vázquez        | 2,09       | 108       | Akasvayu Girona   | 2006        |
| 21  | Pivot     | 03/09/77   | Boniface N'Dong     | 2.13       | 103       | Unicaja Málaga    | 2009        |
| 22  | Escolta   | 24/02/89   | Xavier Rabaseda     | 2.01       | 92        | FC Barcelona Jr.  | 2007 *      |
| 23  | Ala-Pivot | 11/01/79   | Terence Morris      | 2,07       | 102       | PBC CSKA Moscú    | 2009        |
| 24  | Base      | 08/03/84   | Víctor Sada         | 1,92       | 92        | Akasvayu Girona   | 2008        |
| 25  | Pivot     | 21/02/84   | Erazem Lorbek       | 2,10       | 111       | PBC CSKA Moscú    | 2009        |
| 33  | Alero     | 22/02/78   | Pete Mickeal        | 1,99       | 102       | TAU Cerámica      | 2009        |
| 44  | Escolta   | 14/07/78   | Roger Grimau        | 1,96       | 92        | Caprabo Lleida    | 2003        |

(*) Nota: Xavier Rabaseda simultanea apariciones con el CB Cornellá, de LEB Oro, desde la temporada 2007-2008, y con el primer equipo del Regal Barcelona.
| N.º | Posición  | Fecha Nac. | Jugador             | Altura (m) | Peso (kg) | Procedencia             | Año Fichaje |
| --- | --------- | ---------- | ------------------- | ---------- | --------- | ----------------------- | ----------- |
| -   | Ala-Pivot | 10/06/84   | Ivan Radenović      | 2,08       | 110       | Panellinios Atenas      | 2009 *      |
| 5   | Ala-Pivot | 05/10/86   | Nikita Kurbanov     | 2,03       | 109       | Spartak San Petersburgo | 2009        |
| 7   | Alero     | 31/01/84   | Victor Keyru        | 2,00       | 102       | UNICS Kazan             | 2008        |
| 8   | Ala-Pivot | 13/12/79   | Matjaž Smodiš       | 2,05       | 106       | Virtus Bolonia          | 2005        |
| 9   | Alero     | 10/09/78   | Ramūnas Šiškauskas  | 1,98       | 95        | Panathinaikos BC        | 2007        |
| 10  | Base      | 10/08/76   | John Robert Holden  | 1,85       | 84        | AEK Atenas              | 2002        |
| 15  | Pivot     | 15/01/88   | Artem Zabelin       | 2,15       | 109       | Dynamo San Petersburgo  | 2007        |
| 18  | Alero     | 23/04/86   | Anton Ponkrashov    | 2,00       | 100       | BC Khimki               | 2009        |
| 20  | Ala-Pivot | 17/07/87   | Andrey Vorontsevich | 2,07       | 107       | Lokomotiv Novosibirsk   | 2006        |
| 21  | Escolta   | 13/05/76   | Trajan Langdon      | 1,92       | 95        | FC Dinamo Moscú         | 2005        |
| 23  | Escolta   | 16/12/88   | Alexey Shved        | 1,98       | 84        | PBC CSKA Moscú Junior   | 2006        |
| 24  | Pivot     | 08/05/85   | Sasha Kaun          | 2,11       | 113       | Universidad de Kansas   | 2008        |
| 30  | Pivot     | 21/01/85   | Dmitriy Sokolov     | 2,14       | 116       | UNICS Kazan             | 2009        |
| 31  | Alero     | 03/08/82   | Viktor Khryapa      | 2,06       | 99        | Chicago Bulls           | 2008        |
| 34  | Base      | 12/09/82   | Zoran Planinić      | 2,01       | 88        | TAU Cerámica            | 2008        |

| PBC CSKA Moscú         |
| Ent.: Evgeniy Pashutin |
| Jugador Estrella:      |

(*) Nota: Ivan Radenović fue dado de alta en el CSKA para sustituir temporalmente al lesionado Smodiš, pero en diciembre de 2009 fue fichado por Cajasol de Sevilla.
| Olympiacos BC              |
| Ent.: Panagiotis Giannakis |
| Jugador Estrella:          |

| N.º | Posición  | Fecha Nac. | Jugador                 | Altura (m) | Peso (kg) | Procedencia              | Año Fichaje |
| --- | --------- | ---------- | ----------------------- | ---------- | --------- | ------------------------ | ----------- |
| 4   | Base      | 08/05/77   | Theodoros Papaloukas    | 2,00       | 90        | PBC CSKA Moscú           | 2008        |
| 5   | Base      | 21/07/85   | Vakeaton Wafer          | 1,96       | 95        | Houston Rockets          | 2009 *      |
| 5   | Base      | 09/01/77   | James "Scoonie" Penn    | 1,80       | 82        | Virtus Bolonia           | 2010 *      |
| 6   | Alero     | 20/06/83   | Josh Childress          | 2,03       | 95        | Atlanta Hawks            | 2008        |
| 7   | Pivot     | 14/06/78   | Nikola Vujčić           | 2,11       | 110       | Maccabi Tel Aviv         | 2008        |
| 8   | Alero     | 08/02/84   | Panayiotis Vasilopoulos | 2.03       | 104       | PAOK Salónica            | 2005        |
| 9   | Ala-Pivot | 17/11/83   | Ioannis Bourousis       | 2,15       | 127       | FC Barcelona             | 2006        |
| 10  | Escolta   | 24/01/84   | Yotam Halperin          | 1,96       | 95        | Maccabi Tel Aviv         | 2008        |
| 11  | Alero     | 03/01/85   | Linas Kleiza            | 2,03       | 111       | Denver Nuggets           | 2009        |
| 12  | Pivot     | 25/07/84   | Loukas Mavrokefalides   | 2,11       | 118       | Maroussi BC              | 2009        |
| 14  | Pivot     | 26/08/81   | Andreas Glyniadakis     | 2,16       | 127       | Maroussi BC              | 2009        |
| 16  | Alero     | 31/07/90   | Kostas Papanikolau      | 2,03       | 91        | Aris Salónica            | 2009        |
| 17  | Base      | 12/07/88   | Patrick Beverley        | 1,85       | 82        | BC Dnipro Dnipropetrovsk | 2009        |
| 18  | Base      | 19/03/87   | Miloš Teodosić          | 1,95       | 86        | FMP Železnik             | 2007        |
| 19  | Escolta   | 15/01/90   | Konstantinos Sloukas    | 1,92       | 84        | Mantoulidis              | 2008        |
| 21  | Pivot     | 22/06/85   | Sofoklis Schortsanitis  | 2,08       | 143       | Aris Salónica BC         | 2005        |

(*) Nota: "Von" Wafer llegó a un acuerdo con Olympiacos para ser cortado en diciembre de 2009 para recalar en el Dallas Mavericks de la NBA. Así, el club griego fichó a James "Scoonie" Penn, procedente de la Virtus, durante los primeros días de 2010 para sustiruírle.
| N.º | Posición  | Fecha Nac. | Jugador              | Altura (m) | Peso (kg) | Procedencia                | Año Fichaje |
| --- | --------- | ---------- | -------------------- | ---------- | --------- | -------------------------- | ----------- |
| 4   | Alero     | 20/10/82   | Lawrence Roberts     | 2,06       | 108       | Estrella Roja Belgrado     | 2009        |
| 5   | Escolta   | 20/06/88   | Stefan Sinovec       | 1,95       | 88        | Vizura Belgrado            | 2009        |
| 6   | Base      | 04/05/85   | Lester "Bo" McCalebb | 1,83       | 82        | Mersin BB                  | 2009        |
| 7   | Escolta   | 06/11/77   | Dušan Kecman         | 1,97       | 93        | Panathinaikos BC           | 2009        |
| 8   | Alero     | 25/09/85   | Strahinja Milošević  | 2,03       | 104       | KK Vojvodina Novi Sad      | 2007        |
| 10  | Escolta   | 16/03/84   | Aleksandar Rašić     | 1,95       | 88        | ALBA Berlín                | 2008        |
| 11  | Alero     | 17/06/89   | Vladimir Lučić       | 2,03       | 91        | KK Partizan Jr.            | 2008        |
| 16  | Ala-Pivot | 23/02/88   | Sava Lešić           | 2,04       | 95        | KK Superfund Basket Plus   | 2009        |
| 18  | Pivot     | 08/06/92   | Nemanja Bešović      | 2,21       | 107       | KK Vojvodina Novi Sad      | 2009        |
| 19  | Escolta   | 22/07/90   | Aleksandar Mitrović  | 2,01       | 84        | Mega Hypo Leasing Belgrado | 2009        |
| 20  | Escolta   | 06/12/78   | Petar Božić          | 1,97       | 100       | Hemofarm Vrsac             | 2004        |
| 21  | Pivot     | 22/10/84   | Aleksandar Marić     | 2,11       | 125       | CB Granada                 | 2009        |
| 24  | Alero     | 24/04/90   | Jan Veselý           | 2,11       | 109       | KK Geoplin Slovan          | 2008        |
| 31  | Ala-Pivot | 12/08/91   | Branislav Dekić      | 2,07       | 94        | BC FMP-2                   | 2009        |
| 33  | Pivot     | 30/01/83   | Slavko Vraneš        | 2,29       | 134       | KK Budućnost Podgorica     | 2007        |
| 55  | Pivot     | 13/10/85   | Stevan Milosevic     | 2,10       | 105       | Panionios BC               | 2010 *      |

| KK Partizan Belgrado  |
| Ent.: Duško Vujošević |
| Jugador Estrella:     |

(*) Nota: Stevan Milosevic firmó un contrato de prueba, en enero de 2010, por 1 mes de duración y procedente del Panionios griego. No habiendo superado ese período, recaló en el JDA Dijon de Francia.

## Partidos

### Semifinal 1
| Semifinal 1                                   | Regal FC Barcelona | 64–54                                 | PBC CSKA Moscú | |  |  |
| 7 de mayo de 2010                             | Parciales: 12-11, 17-10, 18-20, 17-13 | Parciales: 12-11, 17-10, 18-20, 17-13 | Parciales: 12-11, 17-10, 18-20, 17-13                                                                                                | |  |  |
|                                               | Estadísticas Fran Vázquez, 11 Erazem Lorbek, 9 Ricky Rubio, 8 Otros: Ricky Rubio y Navarro, 10 puntos; Vázquez, Morris y Mickeal, 6 rebotes | Reportaje Pts Reb Asts Otros          | Estadísticas Ramunas Siskauskas, 19 Sasha Kaun, 10 Ramunas Siskauskas, 5 Otros: Trajan Langdon, 12 puntos; Zoran Planinić, 6 rebotes | Pabellón: Palais Omnisports de París-Bercy Asistencia: 14.768 espectadores Árbitros: #67 Romualdas Brazauskas, #30 Christos Chritodoulou, #19 David Chambon y Olegs Latisevs Televisión: 18.00 h CET |  |  |
| Regal FC Barcelona se clasifica para la Final | |                                       | | |  |  |
|                                               | |                                       | | |  |  |

| NOTA: Leyenda de las tablas de Estadística. |
| Min: Minutos jugados / Ptos: Puntos / T2: Tiros de 2 puntos (ej: 2/4= 2 tiros convertidos de 4 intentos) / T3: Tiros de 3 puntos / TC: Tiros de campo sumando los de 2 y los de 3 / TL: Tiros libres / RT: Rebotes totales (suma de RD+RO) / RD: Rebotes defensivos / RO: Rebotes ofensivos / As: Asistencias / Rb: Robos de balón / Pr: Pérdidas de balón / TF: Tapones realizados / TC: Tapones recibidos / FC: Faltas cometidas / FR: Faltas recibidas / Val: Valoración (fórmula obtenida de sumar Ptos+T2 convertidos+T3 convertidos+TL convertidos+RT+As+Rb+TF+FR. A este resultado se le resta los siguientes apartados: T2 intentados-T3 intentados-TL intentados-Pr-TC-FC) / *: el jugador que tenga el asterisco al lado habrá salido en el quinteto inicial / NJ: No jugó / Equipo: son aquellas acciones de juego que no se pueden anotar en la estadística de un jugador en concreto sino a la labor colectiva de todo el equipo. |

- - Estadísticas completas:[13]

| Regal FC Barcelona, 64 | Regal FC Barcelona, 64 | Regal FC Barcelona, 64 | Regal FC Barcelona, 64 | Regal FC Barcelona, 64 | Regal FC Barcelona, 64 | Regal FC Barcelona, 64 | Regal FC Barcelona, 64 | Regal FC Barcelona, 64 | Por cuartos: 12+17+18+17 | Por cuartos: 12+17+18+17 | Por cuartos: 12+17+18+17 | Por cuartos: 12+17+18+17 | Por cuartos: 12+17+18+17 | Por cuartos: 12+17+18+17 | Por cuartos: 12+17+18+17 | Por cuartos: 12+17+18+17 | Por cuartos: 12+17+18+17 | Por cuartos: 12+17+18+17 |
|                        |                        |                        |                        |                        |                        |                        |                        |                        |                          |                          |                          |                          |                          |                          |                          |                          |                          |                          |
| N.º                    | Jugador                | Min                    | Ptos                   | T2                     | T3                     | TC                     | TL                     | RT                     | RD                       | RO                       | As                       | Rb                       | Pr                       | TF                       | TC                       | FC                       | FR                       | Val                      |
| 5                      | Gianluca Basile        | 09:15                  | -                      | -                      | 0/3                    | 0/3                    | -                      | 2                      | 1                        | 1                        | -                        | -                        | -                        | -                        | -                        | 2                        | -                        | -3                       |
| 8                      | Jordi Trías            | NJ                     | -                      |                        |                        |                        |                        |                        |                          |                          |                          |                          |                          |                          |                          |                          |                          |                          |
| 9                      | Ricky Rubio *          | 31:57                  | 10                     | 1/3                    | 2/3                    | 3/6                    | 2/2                    | 4                      | 3                        | 1                        | 8                        | 2                        | 3                        | -                        | -                        | 1                        | 2                        | 19                       |
| 10                     | Jaka Lakovič           | 08:00                  | 3                      | -                      | 1/3                    | 1/3                    | -                      | -                      | -                        | -                        | -                        | 1                        | 2                        | -                        | -                        | -                        | -                        | 0                        |
| 11                     | Juan Carlos Navarro *  | 30:45                  | 10                     | 2/5                    | 2/8                    | 4/13                   | -                      | 1                      | 1                        | -                        | 3                        | -                        | -                        | -                        | -                        | 1                        | 3                        | 7                        |
| 17                     | Fran Vázquez           | 22:05                  | 11                     | 5/6                    | -                      | 5/6                    | 1/2                    | 6                      | 3                        | 3                        | -                        | -                        | -                        | -                        | -                        | 2                        | 1                        | 14                       |
| 21                     | Boniface N'Dong        | 12:49                  | 9                      | 3/4                    | -                      | 3/4                    | 3/4                    | 3                      | 2                        | 1                        | -                        | -                        | -                        | -                        | 1                        | 2                        | 2                        | 9                        |
| 23                     | Terence Morris *       | 12:30                  | 2                      | 1/1                    | 0/1                    | 1/2                    | -                      | 6                      | 5                        | 1                        | -                        | 1                        | 1                        | 1                        | -                        | 1                        | -                        | 7                        |
| 24                     | Víctor Sada            | NJ                     | -                      |                        |                        |                        |                        |                        |                          |                          |                          |                          |                          |                          |                          |                          |                          |                          |
| 25                     | Erazem Lorbek *        | 32:36                  | 7                      | 2/3                    | 1/3                    | 3/6                    | -                      | 9                      | 5                        | 4                        | 2                        | 1                        | 1                        | 1                        | -                        | 1                        | 2                        | 17                       |
| 33                     | Pete Mickeal *         | 29:08                  | 8                      | 1/6                    | 0/2                    | 1/8                    | 6/6                    | 6                      | 5                        | 1                        | -                        | -                        | 3                        | -                        | -                        | 1                        | 5                        | 8                        |
| 44                     | Roger Grimau           | 10:55                  | 4                      | 2/4                    | 0/1                    | 2/5                    | -                      | 3                      | 2                        | 1                        | -                        | -                        | 1                        | -                        | 1                        | 1                        | -                        | 1                        |
|                        | Equipo                 |                        |                        |                        |                        |                        |                        | 1                      | 1                        |                          |                          |                          |                          |                          |                          |                          |                          | 1                        |
|                        | TOTALES                | 200:00                 | 64                     | 17/32                  | 6/24                   | 23/56                  | 12/14                  | 41                     | 28                       | 13                       | 13                       | 5                        | 11                       | 2                        | 2                        | 12                       | 15                       | 80                       |

| PBC CSKA Moscú, 54 | PBC CSKA Moscú, 54   | PBC CSKA Moscú, 54 | PBC CSKA Moscú, 54 | PBC CSKA Moscú, 54 | PBC CSKA Moscú, 54 | PBC CSKA Moscú, 54 | PBC CSKA Moscú, 54 | PBC CSKA Moscú, 54 | Por cuartos: 11+10+20+13 | Por cuartos: 11+10+20+13 | Por cuartos: 11+10+20+13 | Por cuartos: 11+10+20+13 | Por cuartos: 11+10+20+13 | Por cuartos: 11+10+20+13 | Por cuartos: 11+10+20+13 | Por cuartos: 11+10+20+13 | Por cuartos: 11+10+20+13 | Por cuartos: 11+10+20+13 |
|                    |                      |                    |                    |                    |                    |                    |                    |                    |                          |                          |                          |                          |                          |                          |                          |                          |                          |                          |
| N.º                | Jugador              | Min                | Ptos               | T2                 | T3                 | TC                 | TL                 | RT                 | RD                       | RO                       | As                       | Rb                       | Pr                       | TF                       | TC                       | FC                       | FR                       | Val                      |
| 5                  | Nikita Kurbanov      | NJ                 |                    |                    |                    |                    |                    |                    |                          |                          |                          |                          |                          |                          |                          |                          |                          |                          |
| 8                  | Matjaž Smodiš        | 13:43              | -                  | 0/1                | 0/2                | 0/3                | -                  | 3                  | 3                        | -                        | -                        | -                        | 1                        | -                        | -                        | -                        | 1                        | 0                        |
| 9                  | Ramūnas Šiškauskas * | 31:24              | 19                 | 6/10               | 2/5                | 8/15               | 1/1                | 5                  | 3                        | 2                        | 5                        | -                        | 2                        | 1                        | 1                        | 2                        | 1                        | 19                       |
| 10                 | John Robert Holden   | 30:01              | 7                  | 2/5                | 1/8                | 3/13               | -                  | -                  | -                        | -                        | 2                        | -                        | 1                        | -                        | -                        | 2                        | 1                        | -3                       |
| 13                 | Pops Mensah-Bonsu    | 03:19              | -                  | -                  | -                  | -                  | -                  | -                  | -                        | -                        | -                        | 1                        | -                        | -                        | -                        | -                        | 1                        | 2                        |
| 18                 | Anton Ponkrashov     | 07:34              | 2                  | 1/4                | 0/2                | 1/6                | -                  | -                  | -                        | -                        | -                        | -                        | -                        | -                        | -                        | 1                        | -                        | -4                       |
| 20                 | Andrey Vorontsevich  | 03:29              | -                  | -                  | -                  | -                  | -                  | -                  | -                        | -                        | -                        | -                        | -                        | -                        | -                        | 1                        | -                        | -1                       |
| 21                 | Trajan Langdon *     | 34:42              | 12                 | 2/5                | 2/5                | 4/10               | 2/2                | 4                  | 2                        | 2                        | 1                        | 3                        | 1                        | -                        | -                        | 2                        | 2                        | 13                       |
| 24                 | Sasha Kaun *         | 34:41              | 9                  | 4/7                | -                  | 4/7                | 1/4                | 10                 | 6                        | 4                        | 1                        | -                        | 1                        | 1                        | -                        | 2                        | 3                        | 15                       |
| 30                 | Dmitriy Sokolov      | NJ                 |                    |                    |                    |                    |                    |                    |                          |                          |                          |                          |                          |                          |                          |                          |                          |                          |
| 31                 | Viktor Khryapa *     | 27:31              | 5                  | 1/4                | 1/3                | 2/7                | -                  | 5                  | 2                        | 3                        | 2                        | 3                        | 3                        | -                        | 1                        | 4                        | 2                        | 4                        |
| 34                 | Zoran Planinić *     | 13:36              | -                  | 0/6                | 0/1                | 0/7                | 0/2                | 6                  | 3                        | 3                        | -                        | 1                        | -                        | -                        | -                        | 1                        | 1                        | -2                       |
|                    | Equipo               |                    |                    |                    |                    |                    |                    | 6                  | 3                        | 3                        |                          |                          |                          |                          |                          |                          |                          | 6                        |
|                    | TOTALES              | 200:00             | 54                 | 16/42              | 6/26               | 22/68              | 04/09              | 39                 | 22                       | 17                       | 11                       | 8                        | 9                        | 2                        | 2                        | 15                       | 12                       | 49                       |

### Semifinal 2
| Semifinal 2                              | KK Partizán Belgrado | 80–83                                                  | Olympiacos BC | |  |  |
| 7 de mayo de 2010                        | Parciales: 17-15, 11-18, 24-19, 15-15 (Prórroga:13-16) | Parciales: 17-15, 11-18, 24-19, 15-15 (Prórroga:13-16) | Parciales: 17-15, 11-18, 24-19, 15-15 (Prórroga:13-16) | |  |  |
|                                          | Estadísticas "Bo" McCalebb, 21 Jan Veselý, 10 Lawrence Roberts, 5 Otros: Aleks Marić, 17 puntos y 8 rebotes; Jan Veselý, 13 puntos; Dušan Kecman, 11 puntos | Reportaje Pts Reb Asts Otros                           | Estadísticas Linas Kleiza, 19 Linas Kleiza, 11 Theodoros Papaloukas, 5 Otros: Josh Childress y Miloš Teodosić, 17 puntos; Sofoklis Schortsanitis, 11 puntos; Theodoros Papaloukas, 10 puntos | Pabellón: Palais Omnisports de París-Bercy Asistencia: 14.768 espectadores Árbitros: #63 Shmuel Bachar, #75 Fabio Facchini, #13 Daniel Hierrezuelo y Matej Boltauzer Televisión: 21.00 h CET |  |  |
| Olympiacos BC se clasifica para la Final | |                                                        | | |  |  |
|                                          | |                                                        | | |  |  |

| NOTA: leyenda de las tablas de Estadística. |
| Min: minutos jugados / Ptos: Puntos / T2: Tiros de 2 puntos (ej: 2/4= 2 tiros convertidos de 4 intentos) / T3: Tiros de 3 puntos / TC: Tiros de campo sumando los de 2 y los de 3 / TL: Tiros libres / RT: Rebotes totales (suma de RD+RO) / RD: Rebotes defensivos / RO: Rebotes ofensivos / As: Asistencias / Rb: Robos de balón / Pr: Pérdidas de balón / TF: Tapones realizados / TC: Tapones recibidos / FC: Faltas cometidas / FR: Faltas recibidas / Val: Valoración (fórmula obtenida de sumar Ptos+T2 convertidos+T3 convertidos+TL convertidos+RT+As+Rb+TF+FR. A este resultado se le resta los siguientes apartados: T2 intentados-T3 intentados-TL intentados-Pr-TC-FC) / *: el jugador que tenga el asterisco al lado habrá salido en el quinteto inicial / NJ: No jugó / Equipo: son aquellas acciones de juego que no se pueden anotar en la estadística de un jugador en concreto sino a la labor colectiva de todo el equipo. |

- - Estadísticas completas:[14]

| KK Partizán Belgrado, 80 | KK Partizán Belgrado, 80 | KK Partizán Belgrado, 80 | KK Partizán Belgrado, 80 | KK Partizán Belgrado, 80 | KK Partizán Belgrado, 80 | KK Partizán Belgrado, 80 | KK Partizán Belgrado, 80 | KK Partizán Belgrado, 80 | Por cuartos: 17+11+24+15 (+13) | Por cuartos: 17+11+24+15 (+13) | Por cuartos: 17+11+24+15 (+13) | Por cuartos: 17+11+24+15 (+13) | Por cuartos: 17+11+24+15 (+13) | Por cuartos: 17+11+24+15 (+13) | Por cuartos: 17+11+24+15 (+13) | Por cuartos: 17+11+24+15 (+13) | Por cuartos: 17+11+24+15 (+13) | Por cuartos: 17+11+24+15 (+13) |
|                          |                          |                          |                          |                          |                          |                          |                          |                          |                                |                                |                                |                                |                                |                                |                                |                                |                                |                                |
| N.º                      | Jugador                  | Min                      | Ptos                     | T2                       | T3                       | TC                       | TL                       | RT                       | RD                             | RO                             | As                             | Rb                             | Pr                             | TF                             | TC                             | FC                             | FR                             | Val                            |
| 4                        | Lawrence Roberts *       | 41:18                    | 5                        | 2/4                      | 0/2                      | 2/6                      | 1/4                      | 7                        | 4                              | 3                              | 5                              | 1                              | 5                              | -                              | -                              | 3                              | 3                              | 6                              |
| 5                        | Stefan Sinovec           | NJ                       |                          |                          |                          |                          |                          |                          |                                |                                |                                |                                |                                |                                |                                |                                |                                |                                |
| 6                        | "Bo" McCalebb *          | 40:08                    | 21                       | 6/11                     | 1/4                      | 7/15                     | 6/8                      | -                        | -                              | -                              | 4                              | 4                              | 2                              | -                              | -                              | 3                              | 6                              | 20                             |
| 7                        | Dušan Kecman *           | 28:45                    | 11                       | -                        | 3/5                      | 3/5                      | 2/3                      | 1                        | 1                              | -                              | -                              | -                              | 1                              | -                              | -                              | 5                              | 2                              | 5                              |
| 8                        | Strahinja Milošević      | 02:03                    | -                        | 0/1                      | -                        | 0/1                      | -                        | -                        | -                              | -                              | -                              | -                              | -                              | -                              | -                              | -                              | -                              | -1                             |
| 10                       | Aleksandar Rašić         | 12:00                    | 5                        | 0/1                      | 1/7                      | 1/8                      | 2/2                      | 1                        | 1                              | -                              | 2                              | -                              | 3                              | -                              | -                              | -                              | 2                              | 0                              |
| 19                       | Aleksandar Mitrović      | 00:01                    | -                        | -                        | -                        | -                        | -                        | -                        | -                              | -                              | -                              | -                              | -                              | -                              | -                              | -                              | -                              | 0                              |
| 20                       | Petar Božić              | 11:59                    | 8                        | 0/1                      | 2/3                      | 2/4                      | 2/2                      | -                        | -                              | -                              | 1                              | 1                              | 1                              | -                              | -                              | 5                              | 1                              | 3                              |
| 21                       | Aleksandar Marić         | 35:49                    | 17                       | 5/8                      | -                        | 5/8                      | 7/9                      | 8                        | 5                              | 3                              | 3                              | 3                              | 1                              | 2                              | -                              | 3                              | 6                              | 30                             |
| 24                       | Jan Veselý *             | 40:04                    | 13                       | 6/8                      | 0/2                      | 6/10                     | 1/2                      | 10                       | 7                              | 3                              | 4                              | -                              | 2                              | 2                              | -                              | 4                              | 4                              | 22                             |
| 31                       | Branislav Dekić          | 03:42                    | -                        | -                        | -                        | -                        | -                        | -                        | -                              | -                              | -                              | -                              | 1                              | -                              | -                              | 3                              | -                              | -4                             |
| 33                       | Slavko Vraneš *          | 09:11                    | -                        | 0/1                      | -                        | 0/1                      | -                        | 4                        | 4                              | -                              | -                              | -                              | 1                              | 2                              | 1                              | 4                              | -                              | -1                             |
|                          | Equipo                   |                          |                          |                          |                          |                          |                          | 1                        | 1                              |                                |                                |                                |                                |                                |                                |                                |                                | 1                              |
|                          | TOTALES                  | 225:00                   | 80                       | 19/35                    | 7/23                     | 26/58                    | 21/30                    | 35                       | 24                             | 11                             | 19                             | 9                              | 17                             | 6                              | 1                              | 30                             | 24                             | 84                             |

| Olympiacos BC, 83 | Olympiacos BC, 83        | Olympiacos BC, 83 | Olympiacos BC, 83 | Olympiacos BC, 83 | Olympiacos BC, 83 | Olympiacos BC, 83 | Olympiacos BC, 83 | Olympiacos BC, 83 | Por cuartos: 15+18+19+15 (+16) | Por cuartos: 15+18+19+15 (+16) | Por cuartos: 15+18+19+15 (+16) | Por cuartos: 15+18+19+15 (+16) | Por cuartos: 15+18+19+15 (+16) | Por cuartos: 15+18+19+15 (+16) | Por cuartos: 15+18+19+15 (+16) | Por cuartos: 15+18+19+15 (+16) | Por cuartos: 15+18+19+15 (+16) | Por cuartos: 15+18+19+15 (+16) |
|                   |                          |                   |                   |                   |                   |                   |                   |                   |                                |                                |                                |                                |                                |                                |                                |                                |                                |                                |
| N.º               | Jugador                  | Min               | Ptos              | T2                | T3                | TC                | TL                | RT                | RD                             | RO                             | As                             | Rb                             | Pr                             | TF                             | TC                             | FC                             | FR                             | Val                            |
| 4                 | Theodoros Papaloukas     | 32:56             | 10                | 4/5               | 0/2               | 4/7               | 2/3               | 2                 | 1                              | 1                              | 5                              | 3                              | 3                              | -                              | 1                              | 2                              | 3                              | 13                             |
| 5                 | "Scoonie" Penn *         | 11:30             | -                 | -                 | 0/1               | 0/1               | -                 | -                 | -                              | -                              | 1                              | 1                              | -                              | -                              | -                              | 4                              | 1                              | -2                             |
| 6                 | Josh Childress *         | 37:59             | 17                | 5/9               | 0/5               | 5/14              | 7/8               | 5                 | 3                              | 2                              | 1                              | 1                              | 2                              | -                              | 1                              | 2                              | 5                              | 14                             |
| 7                 | Nikola Vujčić            | 02:03             | -                 | -                 | -                 | -                 | -                 | -                 | -                              | -                              | -                              | -                              | -                              | -                              | -                              | 2                              | -                              | -2                             |
| 8                 | Panayiotis Vasilopoulos  | NJ                |                   |                   |                   |                   |                   |                   |                                |                                |                                |                                |                                |                                |                                |                                |                                |                                |
| 9                 | Ioannis Bourousis        | 18:09             | 9                 | 1/2               | 1/2               | 2/4               | 4/6               | 7                 | 4                              | 3                              | -                              | 1                              | 1                              | -                              | -                              | 4                              | 3                              | 11                             |
| 10                | Yotam Halperin           | NJ                |                   |                   |                   |                   |                   |                   |                                |                                |                                |                                |                                |                                |                                |                                |                                |                                |
| 11                | Linas Kleiza *           | 40:24             | 19                | 6/10              | 0/3               | 6/13              | 7/8               | 11                | 7                              | 4                              | -                              | -                              | -                              | 1                              | 1                              | 1                              | 5                              | 26                             |
| 12                | Loukas Mavrokefalides    | 04:47             | -                 | 0/1               | -                 | 0/1               | -                 | -                 | -                              | -                              | -                              | 1                              | 1                              | -                              | 1                              | 1                              | 1                              | -2                             |
| 17                | Patrick Beverley         | 04:47             | -                 | -                 | -                 | -                 | -                 | 3                 | 2                              | 1                              | -                              | -                              | -                              | -                              | -                              | 1                              | -                              | 1                              |
| 18                | Miloš Teodosić *         | 40:26             | 17                | 0/3               | 3/10              | 3/13              | 8/8               | 2                 | -                              | 2                              | -                              | 4                              | 3                              | -                              | 1                              | 3                              | 6                              | 12                             |
| 24                | Sofoklis Schortsanitis * | 24:37             | 11                | 5/9               | -                 | 5/9               | 1/5               | 5                 | 4                              | 1                              | 1                              | 1                              | 3                              | -                              | 1                              | 2                              | 6                              | 10                             |
|                   | Equipo                   |                   |                   |                   |                   |                   |                   |                   |                                |                                |                                |                                |                                |                                |                                |                                |                                |                                |
|                   | TOTALES                  | 225:00            | 83                | 21/29             | 04/23             | 25/52             | 29/38             | 40                | 23                             | 17                             | 08                             | 12                             | 13                             | 1                              | 6                              | 24                             | 30                             | 85                             |

### Partido por el3.erpuesto
| Partido por el 3.er puesto         | PBC CSKA Moscú | 90–88                                                   | KK Partizán Belgrado | |  |  |
| 9 de mayo de 2010                  | Parciales: 25-20, 22-24, 14-18, 17-16 (Prórroga: 12-10)                                                                                           | Parciales: 25-20, 22-24, 14-18, 17-16 (Prórroga: 12-10) | Parciales: 25-20, 22-24, 14-18, 17-16 (Prórroga: 12-10)                                                                                   | |  |  |
|                                    | Estadísticas Trajan Langdon, 32 Viktor Khryapa, 6 J.R. Holden y Ramūnas Šiškauskas, 4 Otros: Puntos: Viktor Khryapa (17), Ramūnas Šiškauskas (13) | Reportaje Pts Reb Asts Otros                            | Estadísticas Lawrence Roberts, 16 Lawrence Roberts, 8 "Bo" McCalebb, 4 Otros: Aleks Marić, 15 puntos y 6 rebotes; Dušan Kecman, 15 puntos | Pabellón: Palais Omnisports de París-Bercy Asistencia: 14.768 espectadores Árbitros: #75 Fabio Facchini, #13 Daniel Hierrezuelo, #105 Olegs Latisevs y Christos Christodoulou Televisión: 18.00 h CET |  |  |
| PBC CSKA Moscú gana el 3.er puesto | |                                                         | | |  |  |
|                                    | |                                                         | | |  |  |

| NOTA: Leyenda de las tablas de Estadística. |
| Min: Minutos jugados / Ptos: Puntos / T2: Tiros de 2 puntos (ej: 2/4= 2 tiros convertidos de 4 intentos) / T3: Tiros de 3 puntos / TC: Tiros de campo sumando los de 2 y los de 3 / TL: Tiros libres / RT: Rebotes totales (suma de RD+RO) / RD: Rebotes defensivos / RO: Rebotes ofensivos / As: Asistencias / Rb: Robos de balón / Pr: Pérdidas de balón / TF: Tapones realizados / TC: Tapones recibidos / FC: Faltas cometidas / FR: Faltas recibidas / Val: Valoración (fórmula obtenida de sumar Ptos+T2 convertidos+T3 convertidos+TL convertidos+RT+As+Rb+TF+FR. A este resultado se le resta los siguientes apartados: T2 intentados-T3 intentados-TL intentados-Pr-TC-FC) / *: el jugador que tenga el asterisco al lado habrá salido en el quinteto inicial / NJ: No jugó / Equipo: son aquellas acciones de juego que no se pueden anotar en la estadística de un jugador en concreto sino a la labor colectiva de todo el equipo. |

- - Estadísticas completas:[15]

| PBC CSKA Moscú, 90 | PBC CSKA Moscú, 90   | PBC CSKA Moscú, 90 | PBC CSKA Moscú, 90 | PBC CSKA Moscú, 90 | PBC CSKA Moscú, 90 | PBC CSKA Moscú, 90 | PBC CSKA Moscú, 90 | PBC CSKA Moscú, 90 | Por cuartos: 25+22+14+17 (+12) | Por cuartos: 25+22+14+17 (+12) | Por cuartos: 25+22+14+17 (+12) | Por cuartos: 25+22+14+17 (+12) | Por cuartos: 25+22+14+17 (+12) | Por cuartos: 25+22+14+17 (+12) | Por cuartos: 25+22+14+17 (+12) | Por cuartos: 25+22+14+17 (+12) | Por cuartos: 25+22+14+17 (+12) | Por cuartos: 25+22+14+17 (+12) |
|                    |                      |                    |                    |                    |                    |                    |                    |                    |                                |                                |                                |                                |                                |                                |                                |                                |                                |                                |
| N.º                | Jugador              | Min                | Ptos               | T2                 | T3                 | TC                 | TL                 | RT                 | RD                             | RO                             | As                             | Rb                             | Pr                             | TF                             | TC                             | FC                             | FR                             | Val                            |
| 5                  | Nikita Kurbanov      | 17:55              | 3                  | 0/1                | 1/2                | 1/3                | -                  | 1                  | -                              | 1                              | 2                              | -                              | -                              | -                              | -                              | 1                              | -                              | 3                              |
| 8                  | Matjaž Smodiš        | 04:49              | -                  | -                  | -                  | -                  | -                  | -                  | -                              | -                              | -                              | -                              | 1                              | -                              | -                              | -                              | 2                              | 1                              |
| 9                  | Ramūnas Šiškauskas * | 30:47              | 13                 | 1/2                | 3/5                | 4/7                | 2/4                | 2                  | 1                              | 1                              | 4                              | -                              | 1                              | -                              | -                              | 2                              | 3                              | 14                             |
| 10                 | John Robert Holden * | 45:00              | 12                 | 0/6                | 4/7                | 4/13               | -                  | 3                  | 3                              | -                              | 4                              | 1                              | 1                              | -                              | -                              | 4                              | 3                              | 9                              |
| 13                 | Pops Mensah-Bonsu    | NJ                 |                    |                    |                    |                    |                    |                    |                                |                                |                                |                                |                                |                                |                                |                                |                                |                                |
| 18                 | Anton Ponkrashov     | NJ                 |                    |                    |                    |                    |                    |                    |                                |                                |                                |                                |                                |                                |                                |                                |                                |                                |
| 20                 | Andrey Vorontsevich  | 13:10              | 10                 | 3/4                | 0/3                | 3/7                | 4/6                | -                  | -                              | -                              | -                              | -                              | 1                              | -                              | -                              | 3                              | 3                              | 3                              |
| 21                 | Trajan Langdon *     | 45:00              | 32                 | 4/6                | 4/8                | 8/14               | 12/14              | 3                  | 2                              | 1                              | 1                              | 3                              | -                              | -                              | 1                              | 3                              | 10                             | 37                             |
| 24                 | Sasha Kaun *         | 28:07              | 3                  | 1/2                | -                  | 1/2                | 1/2                | 1                  | -                              | 1                              | 2                              | -                              | -                              | 1                              | 1                              | 5                              | 5                              | 4                              |
| 30                 | Dmitriy Sokolov      | 03:24              | -                  | -                  | -                  | -                  | -                  | -                  | -                              | -                              | -                              | -                              | -                              | -                              | -                              | 1                              | -                              | -1                             |
| 31                 | Viktor Khryapa *     | 36:48              | 17                 | 4/5                | 1/4                | 5/9                | 6/9                | 6                  | 6                              | -                              | 3                              | 1                              | 3                              | 1                              | 1                              | 4                              | 5                              | 18                             |
| 34                 | Zoran Planinić       | NJ                 |                    |                    |                    |                    |                    |                    |                                |                                |                                |                                |                                |                                |                                |                                |                                |                                |
|                    | Equipo               |                    |                    |                    |                    |                    |                    | 5                  | 2                              | 3                              |                                |                                | 1                              |                                |                                |                                |                                | 4                              |
|                    | TOTALES              | 225:00             | 90                 | 13/26              | 13/29              | 26/55              | 25/35              | 21                 | 14                             | 7                              | 16                             | 5                              | 8                              | 2                              | 3                              | 23                             | 31                             | 92                             |

| KK Partizán Belgrado, 88 | KK Partizán Belgrado, 88 | KK Partizán Belgrado, 88 | KK Partizán Belgrado, 88 | KK Partizán Belgrado, 88 | KK Partizán Belgrado, 88 | KK Partizán Belgrado, 88 | KK Partizán Belgrado, 88 | KK Partizán Belgrado, 88 | Por cuartos: 20+24+18+16 (+10) | Por cuartos: 20+24+18+16 (+10) | Por cuartos: 20+24+18+16 (+10) | Por cuartos: 20+24+18+16 (+10) | Por cuartos: 20+24+18+16 (+10) | Por cuartos: 20+24+18+16 (+10) | Por cuartos: 20+24+18+16 (+10) | Por cuartos: 20+24+18+16 (+10) | Por cuartos: 20+24+18+16 (+10) | Por cuartos: 20+24+18+16 (+10) |
|                          |                          |                          |                          |                          |                          |                          |                          |                          |                                |                                |                                |                                |                                |                                |                                |                                |                                |                                |
| N.º                      | Jugador                  | Min                      | Ptos                     | T2                       | T3                       | TC                       | TL                       | RT                       | RD                             | RO                             | As                             | Rb                             | Pr                             | TF                             | TC                             | FC                             | FR                             | Val                            |
| 4                        | Lawrence Roberts *       | 37:52                    | 16                       | 2/4                      | 3/5                      | 5/9                      | 3/6                      | 8                        | 6                              | 2                              | 2                              | 2                              | 6                              | 1                              | -                              | 4                              | 4                              | 16                             |
| 5                        | Stefan Sinovec           | NJ                       |                          |                          |                          |                          |                          |                          |                                |                                |                                |                                |                                |                                |                                |                                |                                |                                |
| 6                        | "Bo" McCalebb *          | 36:42                    | 12                       | 3/9                      | 0/3                      | 3/12                     | 6/6                      | 3                        | 3                              | -                              | 4                              | 1                              | 1                              | -                              | 1                              | 3                              | 6                              | 12                             |
| 7                        | Dušan Kecman *           | 28:37                    | 15                       | 2/4                      | 3/5                      | 5/9                      | 2/2                      | 5                        | 1                              | 4                              | 3                              | 3                              | 2                              | -                              | 1                              | 4                              | 1                              | 16                             |
| 8                        | Strahinja Milošević      | 04:35                    | -                        | -                        | -                        | -                        | -                        | 1                        | -                              | 1                              | -                              | -                              | 1                              | -                              | -                              | 1                              | -                              | -1                             |
| 10                       | Aleksandar Rašić         | 19:32                    | 10                       | 2/3                      | 2/3                      | 4/6                      | -                        | 3                        | 1                              | 2                              | 2                              | -                              | -                              | -                              | -                              | 1                              | 2                              | 14                             |
| 19                       | Aleksandar Mitrović      | 01:04                    | -                        | -                        | -                        | -                        | -                        | -                        | -                              | -                              | -                              | -                              | -                              | -                              | -                              | 1                              | -                              | -1                             |
| 20                       | Petar Božić              | 17:01                    | 6                        | 0/1                      | 2/4                      | 2/5                      | -                        | -                        | -                              | -                              | 2                              | -                              | 2                              | -                              | -                              | 5                              | -                              | -2                             |
| 21                       | Aleksandar Marić         | 24:45                    | 15                       | 4/7                      | -                        | 4/7                      | 7/10                     | 6                        | 2                              | 4                              | 1                              | -                              | 3                              | -                              | -                              | 3                              | 7                              | 17                             |
| 24                       | Jan Veselý *             | 27:38                    | 12                       | 5/6                      | 0/1                      | 5/7                      | 2/2                      | 6                        | 4                              | 2                              | 2                              | -                              | 2                              | -                              | -                              | 5                              | 2                              | 13                             |
| 31                       | Branislav Dekić          | 07:08                    | 2                        | 1/1                      | 0/1                      | 1/2                      | -                        | 1                        | 1                              | -                              | 1                              | -                              | -                              | -                              | -                              | 2                              | -                              | 0                              |
| 33                       | Slavko Vraneš *          | 20:06                    | -                        | -                        | -                        | -                        | -                        | 4                        | 4                              | -                              | -                              | -                              | -                              | 2                              | -                              | 3                              | 1                              | 4                              |
|                          | Equipo                   |                          |                          |                          |                          |                          |                          | 2                        |                                | 2                              |                                |                                |                                |                                |                                | 1                              |                                | 1                              |
|                          | TOTALES                  | 225:00                   | 88                       | 19/35                    | 10/22                    | 29/57                    | 20/26                    | 39                       | 22                             | 17                             | 17                             | 6                              | 18                             | 3                              | 2                              | 33                             | 23                             | 89                             |

### Gran Final
| Gran Final                                    | Regal FC Barcelona | 86–68                                 | Olympiacos BC | |  |  |
| 9 de mayo de 2010                             | Parciales: 28-19, 19-17, 17-14, 22-18 | Parciales: 28-19, 19-17, 17-14, 22-18 | Parciales: 28-19, 19-17, 17-14, 22-18 | |  |  |
|                                               | Estadísticas Juan Carlos Navarro, 21 Juan Carlos Navarro y Pete Mickeal, 5 Juan Carlos Navarro y Víctor Sada, 3 Otros: Pete Mickeal, 14 puntos y 3 robos; Ricky Rubio, 9 puntos; Fran Vázquez, 4 tapones | Reportaje Pts Reb Asts Otros          | Estadísticas Josh Childress, 15 Josh Childress, 6 Theodoros Papaloukas y Miloš Teodosić, 3 Otros: Linas Kleiza, 13 puntos y 4 rebotes; Theodoros Papaloukas, 12 puntos | Pabellón: Palais Omnisports de París-Bercy Asistencia: 14.768 espectadores Árbitros: #67 Romualdas Brazauskas, #63 Shmuel Bachar, #19 David Chambon y Matej Boltauzer Televisión: 21.00 h CET |  |  |
| Regal FC Barcelona gana la Euroliga 2009-2010 | |                                       | | |  |  |
|                                               | |                                       | | |  |  |

| NOTA: leyenda de las tablas de Estadística. |
| Min: minutos jugados / Ptos: Puntos / T2: Tiros de 2 puntos (ej: 2/4= 2 tiros convertidos de 4 intentos) / T3: Tiros de 3 puntos / TC: Tiros de campo sumando los de 2 y los de 3 / TL: Tiros libres / RT: Rebotes totales (suma de RD+RO) / RD: Rebotes defensivos / RO: Rebotes ofensivos / As: Asistencias / Rb: Robos de balón / Pr: Pérdidas de balón / TF: Tapones realizados / TC: Tapones recibidos / FC: Faltas cometidas / FR: Faltas recibidas / Val: Valoración (fórmula obtenida de sumar Ptos+T2 convertidos+T3 convertidos+TL convertidos+RT+As+Rb+TF+FR. A este resultado se le resta los siguientes apartados: T2 intentados-T3 intentados-TL intentados-Pr-TC-FC) / *: el jugador que tenga el asterisco al lado habrá salido en el quinteto inicial / NJ: No jugó / Equipo: son aquellas acciones de juego que no se pueden anotar en la estadística de un jugador en concreto sino a la labor colectiva de todo el equipo. |

- - Estadísticas completas:[16]

| Regal FC Barcelona, 86 | Regal FC Barcelona, 86 | Regal FC Barcelona, 86 | Regal FC Barcelona, 86 | Regal FC Barcelona, 86 | Regal FC Barcelona, 86 | Regal FC Barcelona, 86 | Regal FC Barcelona, 86 | Regal FC Barcelona, 86 | Por cuartos: 28+19+17+22 | Por cuartos: 28+19+17+22 | Por cuartos: 28+19+17+22 | Por cuartos: 28+19+17+22 | Por cuartos: 28+19+17+22 | Por cuartos: 28+19+17+22 | Por cuartos: 28+19+17+22 | Por cuartos: 28+19+17+22 | Por cuartos: 28+19+17+22 | Por cuartos: 28+19+17+22 |
|                        |                        |                        |                        |                        |                        |                        |                        |                        |                          |                          |                          |                          |                          |                          |                          |                          |                          |                          |
| N.º                    | Jugador                | Min                    | Ptos                   | T2                     | T3                     | TC                     | TL                     | RT                     | RD                       | RO                       | As                       | Rb                       | Pr                       | TF                       | TC                       | FC                       | FR                       | Val                      |
| 5                      | Gianluca Basile        | 13:20                  | 6                      | -                      | 2/6                    | 2/6                    | -                      | 2                      | 2                        | -                        | 2                        | -                        | -                        | -                        | -                        | -                        | -                        | 6                        |
| 8                      | Jordi Trías            | 01:23                  | -                      | -                      | -                      | -                      | -                      | -                      | -                        | -                        | -                        | -                        | -                        | -                        | -                        | -                        | -                        | 0                        |
| 9                      | Ricky Rubio *          | 17:28                  | 9                      | 3/5                    | 1/3                    | 4/8                    | -                      | 4                      | 3                        | 1                        | 2                        | 2                        | 5                        | -                        | 1                        | 2                        | 2                        | 7                        |
| 10                     | Jaka Lakovič           | 01:23                  | -                      | -                      | -                      | -                      | -                      | -                      | -                        | -                        | -                        | -                        | -                        | -                        | -                        | -                        | -                        | 0                        |
| 11                     | Juan Carlos Navarro *  | 29:25                  | 21                     | 2/4                    | 4/9                    | 6/13                   | 5/6                    | 5                      | 4                        | 1                        | 3                        | 1                        | 1                        | -                        | 1                        | 2                        | 5                        | 23                       |
| 17                     | Fran Vázquez           | 15:43                  | 6                      | 2/2                    | -                      | 2/2                    | 2/4                    | 2                      | 2                        | -                        | 2                        | -                        | -                        | 4                        | -                        | 3                        | 2                        | 11                       |
| 21                     | Boniface N'Dong *      | 16:39                  | 7                      | 3/4                    | -                      | 3/4                    | 1/1                    | 1                      | 1                        | -                        | -                        | -                        | -                        | -                        | 1                        | 2                        | 1                        | 5                        |
| 23                     | Terence Morris         | 19:11                  | 8                      | 1/1                    | 1/4                    | 2/5                    | 3/4                    | 1                      | 1                        | -                        | 1                        | 1                        | -                        | 2                        | -                        | 2                        | 3                        | 10                       |
| 24                     | Víctor Sada            | 21:09                  | 7                      | 1/1                    | 1/1                    | 2/2                    | 2/2                    | 3                      | 1                        | 2                        | 3                        | -                        | 1                        | -                        | -                        | 4                        | -                        | 10                       |
| 25                     | Erazem Lorbek *        | 26:43                  | 8                      | 1/5                    | 2/2                    | 3/7                    | -                      | 2                      | 1                        | 1                        | 2                        | -                        | 1                        | 2                        | -                        | 1                        | 5                        | 13                       |
| 33                     | Pete Mickeal *         | 27:17                  | 14                     | 5/9                    | 1/3                    | 6/12                   | 1/1                    | 5                      | 4                        | 1                        | 1                        | 3                        | 1                        | -                        | 1                        | 3                        | 1                        | 13                       |
| 44                     | Roger Grimau           | 10:19                  | -                      | -                      | -                      | -                      | -                      | 2                      | 1                        | 1                        | 2                        | -                        | 1                        | -                        | -                        | 1                        | 1                        | 4                        |
|                        | Equipo                 |                        |                        |                        |                        |                        |                        | 3                      | 2                        | 1                        |                          |                          | 1                        |                          |                          |                          |                          | 2                        |
|                        | TOTALES                | 200:00                 | 86                     | 18/31                  | 12/28                  | 30/59                  | 14/18                  | 30                     | 22                       | 8                        | 18                       | 7                        | 10                       | 8                        | 4                        | 20                       | 22                       | 104                      |

| Olympiacos BC, 68 | Olympiacos BC, 68        | Olympiacos BC, 68 | Olympiacos BC, 68 | Olympiacos BC, 68 | Olympiacos BC, 68 | Olympiacos BC, 68 | Olympiacos BC, 68 | Olympiacos BC, 68 | Por cuartos: 19+17+14+18 | Por cuartos: 19+17+14+18 | Por cuartos: 19+17+14+18 | Por cuartos: 19+17+14+18 | Por cuartos: 19+17+14+18 | Por cuartos: 19+17+14+18 | Por cuartos: 19+17+14+18 | Por cuartos: 19+17+14+18 | Por cuartos: 19+17+14+18 | Por cuartos: 19+17+14+18 |
|                   |                          |                   |                   |                   |                   |                   |                   |                   |                          |                          |                          |                          |                          |                          |                          |                          |                          |                          |
| N.º               | Jugador                  | Min               | Ptos              | T2                | T3                | TC                | TL                | RT                | RD                       | RO                       | As                       | Rb                       | Pr                       | TF                       | TC                       | FC                       | FR                       | Val                      |
| 4                 | Theodoros Papaloukas     | 28:33             | 12                | 6/6               | 0/2               | 6/8               | -                 | 1                 | 1                        | -                        | 3                        | -                        | 1                        | -                        | -                        | 1                        | 1                        | 13                       |
| 5                 | "Scoonie" Penn *         | 14:20             | -                 | -                 | -                 | -                 | -                 | 1                 | 1                        | -                        | -                        | -                        | -                        | -                        | -                        | 1                        | 1                        | 1                        |
| 6                 | Josh Childress *         | 33:41             | 15                | 2/7               | 3/5               | 5/12              | 2/3               | 6                 | 5                        | 1                        | 2                        | 3                        | 2                        | 1                        | 1                        | 4                        | 3                        | 15                       |
| 7                 | Nikola Vujčić            | 04:13             | 2                 | 1/3               | -                 | 1/3               | -                 | -                 | -                        | -                        | -                        | 1                        | -                        | -                        | 1                        | 1                        | -                        | -1                       |
| 8                 | Panayiotis Vasilopoulos  | 09:35             | -                 | -                 | 0/1               | 0/1               | -                 | 1                 | 1                        | -                        | 1                        | -                        | -                        | -                        | -                        | 2                        | -                        | -1                       |
| 9                 | Ioannis Bourousis        | 18:59             | 9                 | 3/4               | 1/1               | 4/5               | -                 | 5                 | 4                        | 1                        | -                        | -                        | 2                        | 2                        | 1                        | 2                        | 2                        | 12                       |
| 10                | Yotam Halperin           | 04:59             | -                 | -                 | -                 | -                 | -                 | -                 | -                        | -                        | -                        | -                        | -                        | -                        | -                        | -                        | -                        | 0                        |
| 11                | Linas Kleiza *           | 27:02             | 13                | 3/8               | 1/1               | 4/9               | 4/7               | 4                 | 3                        | 1                        | -                        | 1                        | 4                        | -                        | 2                        | 5                        | 4                        | 3                        |
| 12                | Loukas Mavrokefalides    | 06:49             | 1                 | 0/1               | -                 | 0/1               | 1/2               | 1                 | 1                        | -                        | -                        | -                        | -                        | -                        | -                        | -                        | 1                        | 1                        |
| 17                | Patrick Beverley         | 10:01             | -                 | -                 | 0/1               | 0/1               | -                 | -                 | -                        | -                        | 1                        | 1                        | -                        | -                        | -                        | 3                        | 1                        | -1                       |
| 18                | Miloš Teodosić *         | 24:38             | 10                | 2/3               | 2/3               | 4/6               | -                 | 3                 | 3                        | -                        | 3                        | 1                        | 2                        | -                        | -                        | 4                        | 1                        | 10                       |
| 24                | Sofoklis Schortsanitis * | 17:10             | 6                 | 2/7               | -                 | 2/7               | 2/4               | 2                 | 1                        | 1                        | -                        | 1                        | 1                        | 1                        | 3                        | -                        | 5                        | 4                        |
|                   | Equipo                   |                   |                   |                   |                   |                   |                   | 3                 | 1                        | 2                        |                          |                          |                          |                          |                          | 1                        |                          | 2                        |
|                   | TOTALES                  | 200:00            | 68                | 19/39             | 07/14             | 26/53             | 09/16             | 27                | 21                       | 6                        | 10                       | 8                        | 12                       | 4                        | 8                        | 24                       | 19                       | 58                       |